# Aegerina alomyaeformis
Aegerina alomyaeformis is een vlinder uit de familie wespvlinders (Sesiidae), onderfamilie Sesiinae.
Aegerina alomyaeformis is voor het eerst wetenschappelijk beschreven door Zukowsky in 1936. De soort komt voor in het Neotropisch gebied.